# Champion éternel
Le Champion éternel est une création de l'auteur Michael Moorcock et est un thème récurrent dans ses romans. L'incarnation sans doute la plus célèbre du Champion éternel est Elric de Melniboné.
Sur chacun des plans des millions de sphères du multivers, il existe une incarnation du Champion éternel qui, délibérément ou pas, est le gardien de la balance cosmique. Chaque incarnation du Champion éternel est déchirée par le doute, la crainte, et souvent la culpabilité. Parfois, il recherche un être plus élevé qui commande les dieux lunatiques de la Loi et du Chaos.
Les différentes incarnations du Champion sont liées par divers points communs, par exemple leurs noms commencent souvent par 'J' et 'C' : celui de Jherek Carnelian rappelle Jerry Cornelius, et le nom complet de Corum, Corum Jhaelen Irsei, est une anagramme de Jeremiah Cornelius.
Michael Moorcock emprunte parfois à la mythologie ou à l'histoire pour nommer les champions éternels. Ainsi dans le multivers, Ulysse est une incarnation du champion éternel.

## Quelques incarnations du Champion
| Nom                 | Description | Cycles ou Romans |
| ------------------- | --- | --- |
| Jherek Carnelian    | Jherek Carnelian est un natif de la fin des temps ; fils de l'Orchidée de Fer et de l'énigmatique Lord Jagged, il est considéré comme un Champion éternel. | Les Danseurs de la fin des temps                                                                                        |
| Jerry Cornelius     | | Les Aventures de Jerry Cornelius                                                                                        |
| Corum Jhaelen Irsei | Corum est une incarnation du Champion éternel de Moorcock. Ses livres sont fortement inspirés de la mythologie celte, particulièrement la deuxième trilogie. Corum lui-même est le dernier d'une race ancienne appelée Vadhagh, qui a été décimé par une nouvelle race, les Mabdens (une espèce humaine possédée/consumée par le Chaos). Héritier sans royaume, Corum Jhaelen Irsei est le prince à la robe écarlate. Il est aussi parfois nomméCorum Llew Ereint, Corum à la Main d'Argent. Corum a la particularité physique d'être amputé d'une main et d'un œil, ceci à la suite de la torture infligée par le Comte Glandyth. Son nom est une anagramme de Jeremiah Cornelius[réf. nécessaire], une autre incarnation du Champion Éternel. | Les Livres de Corum, La Sorcière dormante, La Quête de Tanelorn, Le Navigateur sur les mers du destin                   |
| Elric de Melniboné  | Inspiré par Zenith l'Albinos, le méchant de la série Sexton Blake, Elric est un albinos à la santé défaillante, ce qui l'oblige à consommer de nombreux remèdes jusqu'à ce qu'il trouve Stormbringer, une épée qui, en buvant les âmes de ses adversaires, est capable de lui redonner de la vigueur. | Ordre de lecture des nouvelles d'Elric                                                                                  |
| Erekosë             | Erekosë est l’unique aspect du Champion éternel qui se souvienne de toutes ses vies précédentes, ce qui lui pose souvent des problèmes. Il se rappellera, tout au long de ses futures aventures, Ermizhad des Xénans et en sera extrêmement torturé cherchant toujours à regagner dans le multivers, la planète et l'époque où il vécut avec les Xénans. Les autres incarnations ont souvent conscience d'être le champion éternel et d'avoir eu d'autres incarnations, mais n'en ont pas de souvenir. Ils combattent cette idée pour justifier leur propre existence Sa première apparition se fait sous le nom de John Daker, un homme du XXe siècle, mais très rapidement, on le retrouve dans un autre monde où il est obligé de remplir sa vraie destinée. Il trouve l'amour en la personne d’Ermizhad, mais semble être maudit car il ne peut passer beaucoup de temps avec elle. | la Quête d'Erekosë , La Sorcière dormante, Le roi des épées, La Quête de Tanelorn, Le navigateur sur les mers du destin |
| Dorian Hawkmoon     | Dernier héritier des seigneurs de Köln, il est capturé par les Granbretons qui souhaitent l'utiliser contre le comte Airain. L'un d'entre eux, le baron Méliadus, grand connétable de l'Ordre du Loup, jure sur le bâton runique de se venger d'Airain. En tant qu'incarnation du champion éternel, il est fait référence à Hawkmoon dans d'autres cycles de Moorcock. Il apparaît également comme personnage secondaire dans Le Navigateur sur les mers du destin (troisième tome du Cycle d'Elric). | La Légende de Hawkmoon, Le Navigateur sur les mers du destin                                                            |
| Ulrich von Bek      | Le comte Ulrich von Bek est le héros d'un cycle de fantasy Le Pacte de Von Beck. La famille von Bek est atypique dans l’œuvre de Moorcock car Ulrich et ses descendants sont à la fois Champion éternel et compagnon du champion éternel. On les considère comme les gardiens actuel du Saint Graal. Moorcock a réécrit plusieurs de ses anciens romans et nouvelles pour que les personnages qui avaient précédemment d'autres noms soient maintenant membres de la famille von Bek. Ainsi rétroactivement, von Bek est devenu un des acteurs les plus importants du Multivers. | Le Chien de guerre et la Douleur du monde                                                                               |
| Gaynor le damné     | Ancien Champion éternel, Gaynor servait la Balance cosmique, mais après sa trahison, il a été condamné à servir éternellement le Chaos, et plus particulièrement, Xiombarg, la reine des épées mais aussi Mashabak dans la Vengeance de la Rose. Il est complètement masqué par son armure qui change constamment de tonalité, de l'or à argent en passant par le bleu. Son blason est le symbole du chaos : huit flèches, rayonnant dans toutes les directions, pour symboliser les nombreuses possibilités qu'offre le chaos. | Les Livres de Corum, La revanche de la rose, La fille de la voleuse de rêves, The Skrayling tree, The white wolf's son  |
| Oswald Bastable     | Oswald Bastable est un personnage de fiction, créé par E. Nesbit dans son roman pour enfants Chasseurs de trésor (The Story of the Treasure Seekers), paru en 1899, dont il est le narrateur. En 1971, Michael Moorcock reprend ce nom pour le héros du Seigneur des airs, premier tome de la trilogie steampunk Le Nomade du temps, en hommage à Nesbit. | Le Nomade du temps |

Il arrive que ces différentes formes du champion éternel se rencontrent et s'unissent pour lutter contre un mal puissant. Ainsi la nouvelle Trois héros pour un seul dessein dans La sorcière dormante (Three heroes with a single aim dans The sleeping sorceress, 1970), - une nouvelle du cycle d'Elric - réunit à la fois Elric de Melniboné l'incarnation actuelle du champion éternel mais aussi Corum Jhaelen Irsei et Erekosë.
À ce trio s'ajoute Dorian Hawkmoon qui vient fusionner avec eux lors du combat contre les sorciers Agak et Gagak dans Le Navigateur sur les mers du destin (The Sailor on the Seas of Fate, 1976). Cette histoire est reprise du point de vue de Hawkmoon dans La Quête de Tanelorn.
Dans Le Dragon De l'épée (The dragon in the sword, 1986) Ulrich von Bek qui est lui-même une incarnation du champion va accompagner Erekosë.

## L'épée et la balance
Chaque incarnation du champion éternel est appelée pour combattre avec une épée. L'épée est vue ici comme une métaphore, il peut s'agir d'une hache (pour une des incarnations d'Erekosë) ou même d'une arme à feu selon le monde dans lequel il apparait.
Certaines épées sont nommées et sont même considérées comme des personnages à part entière, ainsi Stormbringer et sa jumelle Mournblade ont leur volonté propre et servent le chaos.
Parmi les épées les plus connues, on trouve :
- Stormbringer, dans (Le Cycle d'Elric) et sa jumelle Mournblade
- L'Epée-Dragon, dans (La Quête d'Erekosë)
- Le bâton runique, dans (La Légende de Hawkmoon)

## Le Compagnon
Le Champion est rarement seul, il a pour habitude d’être accompagné d’une incarnation de son compagnon, en général un dandy superstitieux. Ce camarade est lui-même un grand guerrier, et connaît parfois un peu la magie. Parfois le compagnon peut se rappeler les vies anciennes ou futures, mais habituellement il est aussi ignorant que le Champion lui-même de l’univers qui l’entoure. Le sort malheureux du compagnon est plus simple que celui du Champion, son but est de l’aider et le conseiller, et bien qu'il meure souvent au côté du champion, c’est un ami, un vrai. Le plus célèbre est sans doute Tristelune, compagnon d'Elric.
Les différents avatars du compagnon sont :
- Tristelune d'Elwehr, compagnon d'Elric. Il apparait dans Tandis que rient les dieux dans Elric le nécromancien.
- Oladahn des montagnes bulgares, de la race des géants ; Huillam d'Averc, Grand connétable de l'ordre du Sanglier ; le comte Airain, seigneur Gardian de Kamarg ; Noblegent, poète-philosophe, qui sont les quatre aspects du compagnon dans La légende d'Hawkmoon.
- Ulric Von Bek dans Le pacte des Von Bek et dans Le dragon de l'épée dans la Quête d'Erekosë.
- Jahry-a-Conel qui apparait dans Les Livres de Corum mais aussi dans La légende d'Hawkmoon.
- Jaspar Colinandous qui apparait dans La Forteresse de la perle, un des composants du cycle d'Elric.

## L’être aimé
Le Champion est amoureux d’une des incarnations de son amour pérenne. Parfois, au cours de sa vie, il a deux êtres aimés (tels que Rhalina et Medhbh aimées de Corum, ou Cymoril et Zarozinia affectionnées par Elric), mais le second est trouvé seulement après que le premier soit perdu. Cet être aimé est condamné par son amour pour le Champion et, comme le compagnon, il est souvent victime indirecte du Champion éternel.
Selon l'époque ou le plan, il peut y avoir un Champion, un être aimé, et jusqu'à quatre compagnons.